# 龍與變色龍
《龍與變色龍》是石山諒創作的日本漫畫系列。本作連載於2022年10月21日在月刊GANGAN JOKER上，單行本則是於2023年4月21日發行。本作於2023年的“下一部人氣漫畫大賞”紙本漫畫類別中獲得第13名和特別獎。隨後在2024年2月1日的“全國書店店員推薦漫畫”中被公佈獲得出版社推薦漫畫排名第二。
2024年2月15日，被提名於「2023年作品獎」之一。，入圍2025年電子漫畫大賞（電子漫畫大獎）男性部門提名。

## 故事簡介
熱衷於創作漫畫而忘記衣食住行的人氣漫畫家“花神臥龍”，因一場意外事故，和能完全模仿他人畫作的助手“深山忍”互換身體。 當花神試圖尋找恢復正常的方法時，深山以此為契機，利用花神的人氣來擺脫失去的個性。 由於深山對其作品的態度隨性，因此花神臥龍決定用漫畫與之競爭。

## 登場人物

### 主要人物
花神臥龍
本作主人公。外號「龍」的著名漫畫家，因某場意外而與「變色龍」深山忍身體互換。
深山忍
能夠模仿任何漫畫家繪畫技巧的不知名漫畫家，外號「變色龍」。因某場意外而與「龍」花神臥龍身體互換。

### 漫畫助手
田中林檎
花神臥龍的女性助手之一，以“老師”稱呼花神臥龍。
北夏菜子
花神臥龍的忠粉。在協助漫畫家中野兼武時與已交換身體的花神臥龍相遇。
木之谷優
花神臥龍助手中年紀最小且容易手忙腳亂的助手之一。

### 少年Wanda編輯部
多知川
光頭編輯，了解並擔任花神臥龍的編輯。
冰川倫太郎
負責擔任花神臥龍作品《Dragon·Land》的擔當編輯。

## 出版書籍

### 漫畫
| 卷數 | 史克威尔艾尼克斯 | 史克威尔艾尼克斯       | 東立出版社                  | 東立出版社                                                  | 柒海图书 | 柒海图书               |
| 卷數 | 發售日期         | ISBN                   | 發售日期                    | ISBN                                                        | 發售日期 | ISBN                   |
| ---- | ---------------- | ---------------------- | --------------------------- | ----------------------------------------------------------- | -------- | ---------------------- |
| 1    | 2023年4月21日    | ISBN 978-4-7575-8531-7 | 2024年5月17日 2024年5月24日 | ISBN 978-626-02-1087-8（首刷限定版） ISBN 978-626-02-0625-3 |          | ISBN 978-7-5740-1346-9 |
| 2    | 2023年8月22日    | ISBN 978-4-7575-8734-2 | 2024年11月14日              | ISBN 978-626-02-2720-3                                      |          | ISBN 978-7-5740-1346-9 |
| 3    | 2023年12月21日   | ISBN 978-4-7575-8971-1 | 2025年1月16日               | ISBN 978-626-02-3216-0（首刷限定版） ISBN 978-626-02-2721-0 |          |                        |
| 4    | 2024年5月22日    | ISBN 978-4-7575-9196-7 | 2025年6月20日 2025年6月27日 | ISBN 978-626-02-4252-7（首刷限定版） ISBN 978-626-02-4250-3 |          |                        |
| 5    | 2024年9月21日    | ISBN 978-4-757-59428-9 |                             |                                                             |          |                        |
| 6    | 2025年1月21日    | ISBN 978-4-757-59623-8 |                             |                                                             |          |                        |
| 7    | 2025年6月20日    | ISBN 978-4-757-59904-8 |                             |                                                             |          |                        |